# Bohumil Podhrázský
Bohumil Podhrázský (26. června 1868 Blatná – 4. března 1890 Blatná) byl český malíř, žák profesora Julia Mařáka.

## Život
Narodil se 26. června 1868 v Blatné, do rodiny truhlářského mistra Jana Podhrázského. Po absolvování základního vzdělání nastoupil dle Prokopa Tomana ke studiu na Uměleckoprůmyslovou školu v Praze. Toto studium však není potvrzeno v seznamu posluchačů Uměleckoprůmyslové školy. Zřejmě v roce 1885 nastoupil ke studiu na Akademii výtvarných umění v Praze. První dva školní roky absolvoval v tzv. přípravce pod vedením prof. Antonína Lhoty. Pro Světozor, jako žák Akademie, provedl kresbu dle fresky na zámku Zelenohorském Boj Jaroslava Sliva s Tatary u Olomouce (Světozor 10. 9. 1886). Ve školních letech 1887/88 až 1889/1890 (3 roky) navštěvoval krajinářskou speciálku prof. Julia Mařáka. V průběhu studia se však u Bohumila Podhrázského přihlásila tuberkulóza a 4. března 1890 zemřel. Jeho ostatky jsou uloženy na blatenském hřbitově.